# Maridan
Maridan eller  meradan är ett australiskt språk som talades av 20 personer år 1981. Maridan talas i Nordterritoriet. Maridan tillhör dalyspråken.